# Old Bridge (Musselburgh)
Die Old Bridge ist eine Brücke in der schottischen Stadt Musselburgh in der Council Area East Lothian. 1971 wurde das Bauwerk in die schottischen Denkmallisten in der höchsten Kategorie A aufgenommen. Eine ehemalige Einstufung als Scheduled Monument wurde 1998 aufgehoben.

## Geschichte
Die Old Bridge wurde wahrscheinlich im frühen 16. Jahrhundert errichtet. Möglicherweise befand sich am Standort eine Vorgängerbrücke, welche durch englische Truppen 1548 zerstört wurde. Der Bau wird George Seton, 6. Lord Seton zugeschrieben, der 1549 verstarb, sodass möglicherweise auch seine Witwe Jane beteiligt war. Die Beschreibung eines Vorgängerbauwerks harmoniert mit einer Beobachtung während Reparaturarbeiten im Jahre 1809. Bei diesen wurde innenliegend ein älterer Unterbau beschrieben. Die Brücke wurde häufig instand gesetzt, so unter anderem 1597, 1625 und 1639. Mitte des 19. Jahrhunderts wurden die Zufahrtsrampen geebnet und durch Treppen ersetzt, sodass die Brücke seitdem dem Fußgängerverkehr vorbehalten ist.

## Beschreibung
Der 76 m lange und 4,3 m breite Mauerwerksviadukt liegt im Zentrum von Musselburgh. Er überspannt den Esk mit drei Segmentbögen mit Stützweiten von 15,5 m und einer Lichten Höhe von 3,4 m. Es wurde ein Schichtenmauerwerk mit ausgemauerten Bögen verwendet. Die Pfeiler sind mit dreieckig hervortretenden Eisbrechern ausgestattet. Die Brücke weist architektonische Parallelen mit der Nungate Bridge in Haddington auf.